# 次高タロコ国立公園
次高タロコ国立公園（つぎたかタロコこくりつこうえん）は、日本統治時代の台湾中央部に存在した日本の国立公園である。現在は太魯閣国家公園及び雪覇国家公園に指定されている。

## 歴史
- 1937年 - 次高山・タロコ一帯が、日本の国立公園に指定される。
- 1945年 - 日本が敗戦し、台湾が中華民国統治下に置かれるとともに「次高タロコ国立公園」は無くなる。次高山は「雪山」と改称。
- 1986年 - タロコ一帯が、台湾の国家公園（日本の国立公園に相当）に指定される。
- 1992年 - 雪山一帯が、台湾の国家公園に指定される。

## 関連区域
昭和12年（1937年）当時
- 台北州
  - 羅東郡:蕃地
- 新竹州
  - 竹東郡:蕃地
  - 大湖郡:蕃地
- 台中州
  - 東勢郡:蕃地
  - 能高郡:蕃地
- 花蓮港庁
  - 花蓮郡（中国語版）:花蓮港街、吉野庄、蕃地